# Un penal a colores
«Un penal a colores» es el primer episodio de la serie de televisión chilena Los 80. Escrito por Rodrigo Cuevas y Alberto Gesswein y dirigido por Boris Quercia, el episodio se estrenó por Canal 13 el 12 de octubre de 2008 y obtuvo una audiencia de 20,6 puntos de sintonía en su primera emisión.
La trama de este capítulo se ambienta en junio de 1982 y muestra sucesos ocurridos en esos momentos como el fin de la Guerra de las Malvinas y los días en que Chile iniciaba su participación en el mundial de España 1982, bajo la mirada de Los Herrera, una familia de clase media de Santiago.

## Argumento
El televisor en blanco y negro de los Herrera comienza a fallar y Juan no sabe qué regalarle a Ana por su aniversario. Las zapatillas de Félix ya están muy viejas y no pueden seguir arreglándose. También se muestra la constante rivalidad entre Claudia y Martín a causa de la política (aunque son muy unidos) porque Claudia está contra el régimen militar y Martín quiere entrar a la Escuela de Aviación.
Claudia se encuentra con su novio Denim quien desea fervientemente perder su virginidad con ella, pero esta se resiste y Denim se enoja.
El fin de semana, Juan va a una reunión de su trabajo en "Textiles nacionales" donde se entera de que reemplazará a Pedro Valenzuela, un hombre ya mayor que prontamente se jubilará. Juan aprovecha la oportunidad para comprarle zapatillas nuevas a Félix y un televisor a Ana por su aniversario. Mientras, Claudia se prepara para la PAA (Prueba de Aptitud Académica).
Juan le compra las zapatillas a Félix, pero éste pierde un penal en la escuela (como un presagio de lo que le ocurriría luego a Carlos Caszely) y culpa a las zapatillas. Lanza éstas a la calle donde son aplastadas por un automóvil. Martín comienza a ordenarle a Félix que haga sus cosas a cambio de no decirle al padre de ambos que las nuevas zapatillas están rotas.
Ya es 11 de junio y Ana se enfurece al creer que Juan se olvidó de su aniversario y lo regaña delante de Claudia, Martín y Félix. Luego los cuatro se separan y muestran el televisor en color; el regalo de Juan para Ana.
Félix le cuenta a Juan sobre las zapatillas y éste le dice que no se preocupe. Luego le cuenta lo del penal perdido y Juan lo alienta diciéndole que el mejor goleador chileno también perdió un penal. Luego, Juan, Martín y Félix van a jugar a la calle. Allí, Juan le enseña a patear un penal a Félix y le hace un gol a Martín gritando «Gooooool de Chile». Después abraza a Juan y termina el capítulo.

## Título
El título es una combinación de dos hechos que ocurrían en esa época. La parte "Un penal..." se refiere al famoso penal que el jugador de fútbol Carlos Caszely pierde en un partido ante la selección de Austria. La parte "... a colores" se refiere a que en esa época las familias chilenas estaban substituyendo sus televisores en blanco y negro por los que mostraban todo en color. Este título incluye un error frecuente en el lenguaje de los hablantes menos instruidos: el uso de a color en lugar del culto en color. Probablemente la producción quiso mediante este solecismo reflejar el ambiente popular en el que se desarrolla la historia. En definitiva, el título se refiere a que la familia Herrera pudo apreciar el penal que perdió Carlos Caszely en un televisor en colores.

## Recepción
«Un penal a colores» se estrenó en Canal 13 el 12 de octubre de 2008. Este episodio obtuvo una audiencia de 20,6 puntos de sintonía en su primera emisión y ocupó el tercer lugar en sintonía de los programas emitidos ese día.